# جان لهان
 جان لهان (انگلیسی: Jan Lehane؛ زادهٔ ۹ ژوئیهٔ ۱۹۴۱) یک تنیس‌باز اهل استرالیا است.